# CCR6
C-C-Chemokinrezeptor Typ 6 (CCR6) ist ein Oberflächenprotein aus der Gruppe der Chemokinrezeptoren.

## Eigenschaften
CCR6 ist ein G-Protein-gekoppelter Rezeptor und wird vor allem im Schwanz und in der postakrosomalen Region von Spermatozyten gebildet. Er bindet Chemokine vom C-C-Typ, darunter CCL20 und Beta-Defensine (DEFB1). Er dient der Regulierung der Beweglichkeit der Spermien und besitzt antibakterielle Wirkungen. CCR4 besitzt Disulfidbrücken und ist glykosyliert. Die Bindung von CCL20 an CCR6 vermittelt die Chemotaxis von dendritischen Zellen, T-Zellen (darunter auch TH17-Zellen und regulatorischen T-Zellen) und B-Zellen, insbesondere bei Entzündungen der Haut und Schleimhaut und bei Gewebsschädigungen. In der Darmschleimhaut vermittelt es die Bindung von TH17-Zellen und B-Zelle in den Peyerschen Plaques und reguliert die Entzündung im Darm. Dort vermittelt es auch den Klassenwechsel zu Immunglobulin A. Ebenso ist es an der Entwicklung von Thymozyten (auch an den Vorläuferzellen des Typs DN2 und DN3) beteiligt, nicht aber von regulatorischen T-Zellen im Thymus. In der Milz bindet es B-Gedächtniszellen. Zudem verstärkt es die Beweglichkeit von Spermien durch die Bindung von CCL20.